# Quirinus Harder
Pour les articles homonymes, voir Harder.
Quirinus Harder est un architecte néerlandais né en 1801 à Rotterdam et mort en 1880 à Flessingue. Il est connu pour avoir conçu de nombreux phares.

## Liste des phares conçu par Quirinus Harder
- Phare de Eierland (Texel, 1864)
- Phare de Nieuwe Sluis (1867)
- Phare de Scheveningen (1875)
- Phare de Westkapelle (1875)
- Phare d'Huisduinen (Le Helder, 1877-1878)
- Phare avant d'IJmuiden (1878)
- Phare arrière d'IJmuiden (1878)
- Phare de Bornrif (Ameland, 1880-1881)
- Phare de Den Oever (1884)
- Phare de Stavoren (1884)
- Phare de Vuurduin (Vlieland, 1909)